# Martin Padar
Martin Padar (Tallin, 11 de abril de 1979) es un deportista estonio que compitió en judo.
Ganó seis medallas en el Campeonato Europeo de Judo entre los años 2002 y 2011. Fue el abanderado de Estonia en la ceremonia de apertura de los Juegos Olímpicos de Pekín 2008.

## Palmarés internacional
| Campeonato Europeo | Campeonato Europeo  | Campeonato Europeo | Campeonato Europeo |
| Año                | Lugar               | Medalla            | Categoría          |
| ------------------ | ------------------- | ------------------ | ------------------ |
| 2002               | Maribor (Eslovenia) | Medalla de plata   | –100 kg            |
| 2005               | Moscú (Rusia)       | Medalla de bronce  | Abierta            |
| 2006               | Novi Sad (Serbia)   | Medalla de bronce  | Abierta            |
| 2007               | Varsovia (Polonia)  | Medalla de bronce  | Abierta            |
| 2009               | Tiflis (Georgia)    | Medalla de oro     | +100 kg            |
| 2011               | Estambul (Turquía)  | Medalla de bronce  | +100 kg            |